# أردنيون أفارقة
الأردنيون من أصول أفريقية هم أردنيون من ذوي الأصول الإفريقية السوداء. يتحدث معظمهم اللغة العربية ويعتنقون الإسلام. وتتركز الغالبية العظمى منهم في المناطق الجنوبية الغربية من الأردن.
ينحدر العديد من الأردنيين من أصول أفريقية من أحفاد العبيد الذين جرى الاتجار بهم عبر تجارة الرقيق في البحر الأحمر. وقد تجلّى نظام العبودية تاريخيًا في المنطقة التي أصبحت لاحقًا الأردن من خلال أنظمة العبودية في الخلافة الراشدة (632–661)، ثم في الخلافة الأموية (661–750)، فالخلافة العباسية (750–1258)، فالدولة المملوكية (1258–1517)، وأخيرًا في الدولة العثمانية (1517–1918).
وفي عام 1921، تحوّلت منطقة الأردن العثمانية السابقة إلى إمارة شرق الأردن (1921–1946)، وكانت آنذاك تحت الحماية البريطانية. ونظرًا لكون الإمبراطورية البريطانية قد وقّعت على اتفاقية مكافحة الرق لعام 1926 بصفتها عضوًا في عصبة الأمم، فقد كانت ملزمة بالتحقيق في قضايا الرق، وتقديم تقارير عنها، ومحاربتها في جميع الأراضي الخاضعة لسيطرتها المباشرة أو غير المباشرة. وقد أُلغيت العبودية رسميًا في شرق الأردن على يد البريطانيين في عام 1929.